# 아리아 (음식점)
아리아(영어: Aria)는 대한민국의 호텔 뷔페 브랜드다. 2008년 6월 론칭했으며, 서울특별시 중구 소공동에 위치한 웨스틴 조선 서울 등에서 운영 중이다.

## 역사

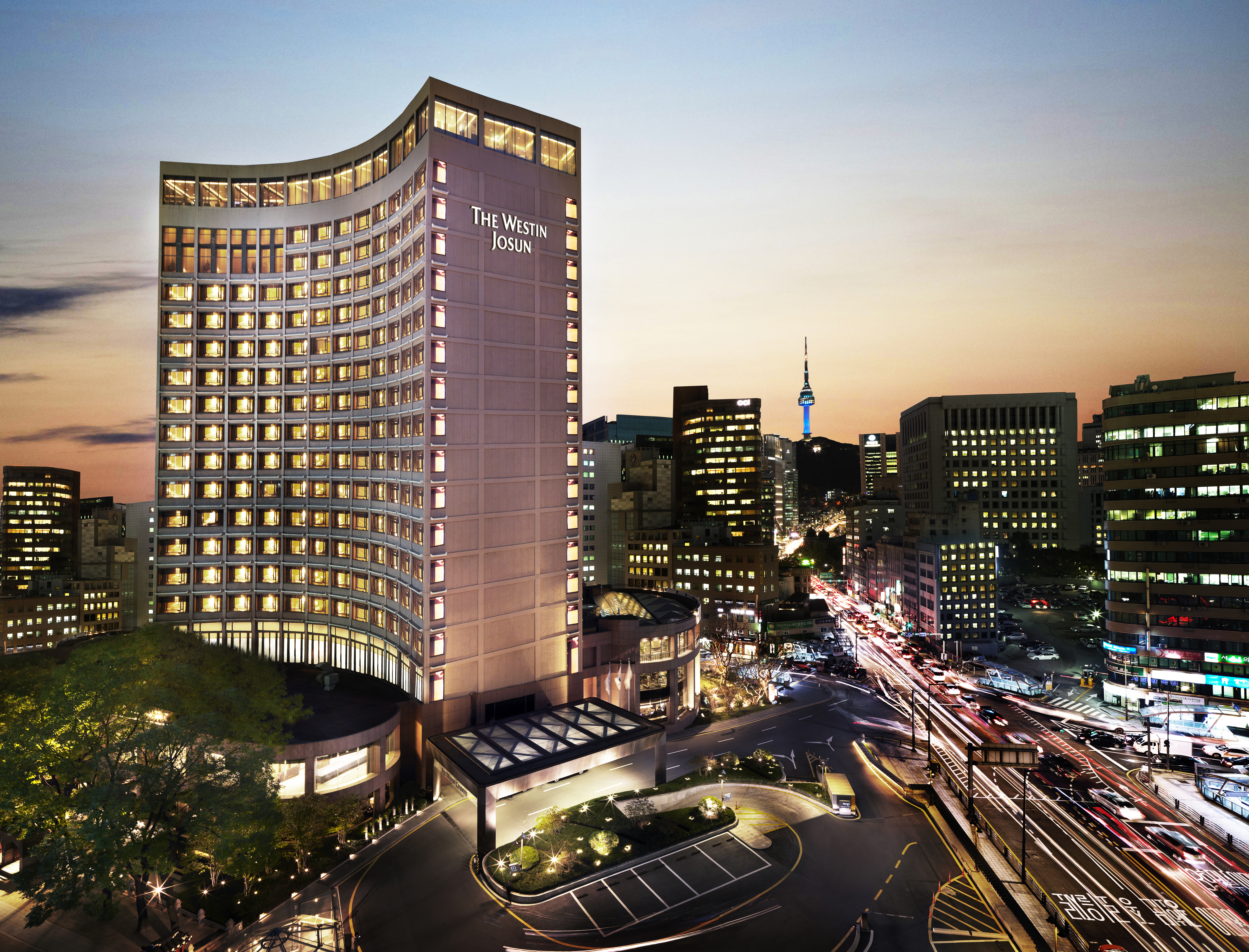
웨스틴 조선 서울

2008년 6월 조선호텔은 '서울 웨스틴 조선호텔'을 전면 개보수하고, 같은 시기 뷔페 레스토랑 '아리아'를 개장했다. 2013년 10월 메뉴 및 서비스 부문의 개편을 위한 리뉴얼을 진행했다. 2020년 조선호텔앤리조트는 새로운 호텔 브랜드 '그랜드 조선'을 론칭하며, 부산광역시와 제주특별자치도 서귀포시에 신규 개장한 그랜드 조선 내 '아리아'를 개점하며 현재에 이른다.

## 운영
조선호텔앤리조트의 프리미엄 호텔 브랜드 '웨스틴 조선'과 '그랜드 조선' 내에 위치해 있다. 반면, '조선 팰리스'에는 '콘스탄스'라는 이름의 뷔페 레스토랑이 운영되고 있다.
- 웨스틴 조선 서울
- 그랜드 조선 부산
- 그랜드 조선 제주

## 같이 보기
- 더 파크뷰
- 라세느
- 63뷔페 파빌리온
- 조선델리
- 홍연